# Maniero Skene
Il Maniero Skene è una storica residenza vittoriana situata a Whitehall nello stato di New York.

## Storia
Nel 1867 il giudice Joseph H. Potter (1821-1902) acquistò i terreni sui quali oggi sorge il maniero, precedentemente proprietà di Philip Skene, fondatore di Whitehall (inizialmente chiamata Skenesborough in suo onore). Potter vi fece costruire una magione vittoriana di stile neogotico. La residenza venne progettata dall'architetto Isaac H. Hobbs di Filadelfia e venne realizzata da un costruttore locale, A. C. Hopson. I lavori durarono dal 1872 al 1874 e costarono circa 25 000 dollari, una cifra molto consistente per l'epoca. La struttura dell'edificio venne realizzata in arenaria grigia estratta dal monte Skene da tagliapietra italiani.